# Naturpark Lonjsko polje
Der Naturpark Lonjsko Polje liegt im Norden Kroatiens und ist eines der größten und am besten erhaltenen Feuchtbiotope Europas entlang des Flusses Sava zwischen den Städten Sisak und Nova Gradiška. Das Gebiet mit einer Fläche von 50.600 Hektar wurde im Jahr 1998 als Naturpark unter Schutz gestellt und stellt für den Naturschutz das Kerngebiet der Save-Auen dar. Die Fläche des Naturparks beträgt 50.650 Hektar. Der Naturpark besteht aus weitläufigen Eichenwäldern, großer Artenvielfalt an Vögeln, es gibt besonders viele Störche hier. Er bildet die größte geschützte Flussaue im gesamten Donau-Einzugsgebiet. Die Save bildet die südliche Parkgrenze. Allein 239 Vogelarten leben in diesem Naturpark, darunter Löffler sowie See- und Schreiadler. Die Hutweiden sind ein wichtiges Nahrungsgebiet für Zugvögel.
Im Frühjahr und im Herbst wird der Großteil des Gebietes von der Save überschwemmt. Das Hochwasser bleibt durchschnittlich 30 bis 100 Tage im Jahr bestehen. Verantwortlich dafür ist die Hochwasserdynamik der Nebenflüsse der Save, Lonja, Pakra, Großer und kleiner Strug und Una. Starke aus den Alpen kommende Hochwasserwellen heben den Wasserstand der Save um bis zu 10 m an. Während der Unwetter in Österreich und Slowenien im August 2023 flossen aus der Save große Wassermassen in den Naturpark.

## Siedlungen
Wegen der Anzahl von etwa 45 Storchennestern erhielt das im Naturpark befindliche Dorf Čigoč im Jahr 1994 von der Umweltstiftung Euronatur als erste europäische Ortschaft die Auszeichnung "Europäisches Storchendorf".

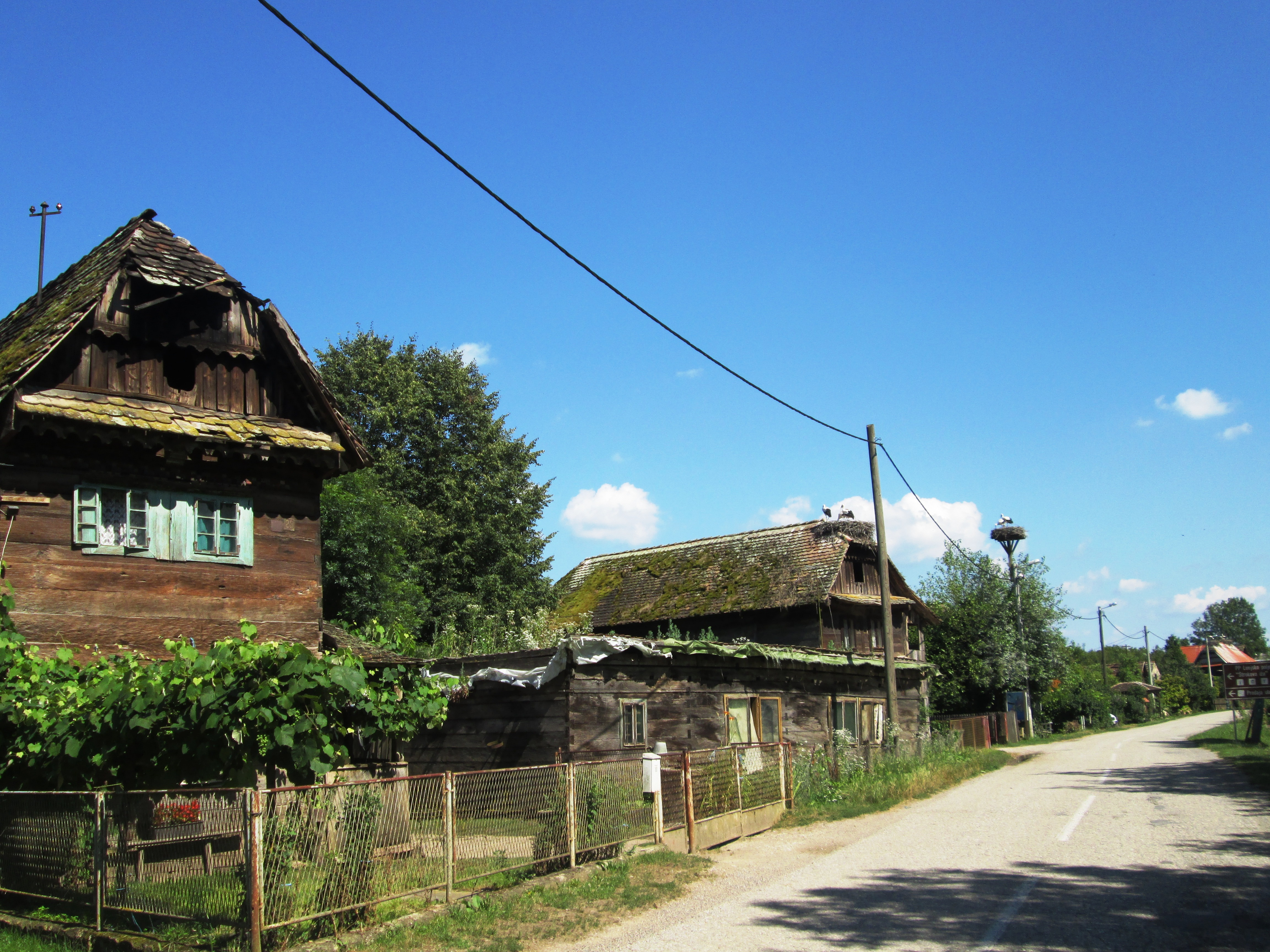
Typische Holzbauweise im Naturpark Lonjsko Polje

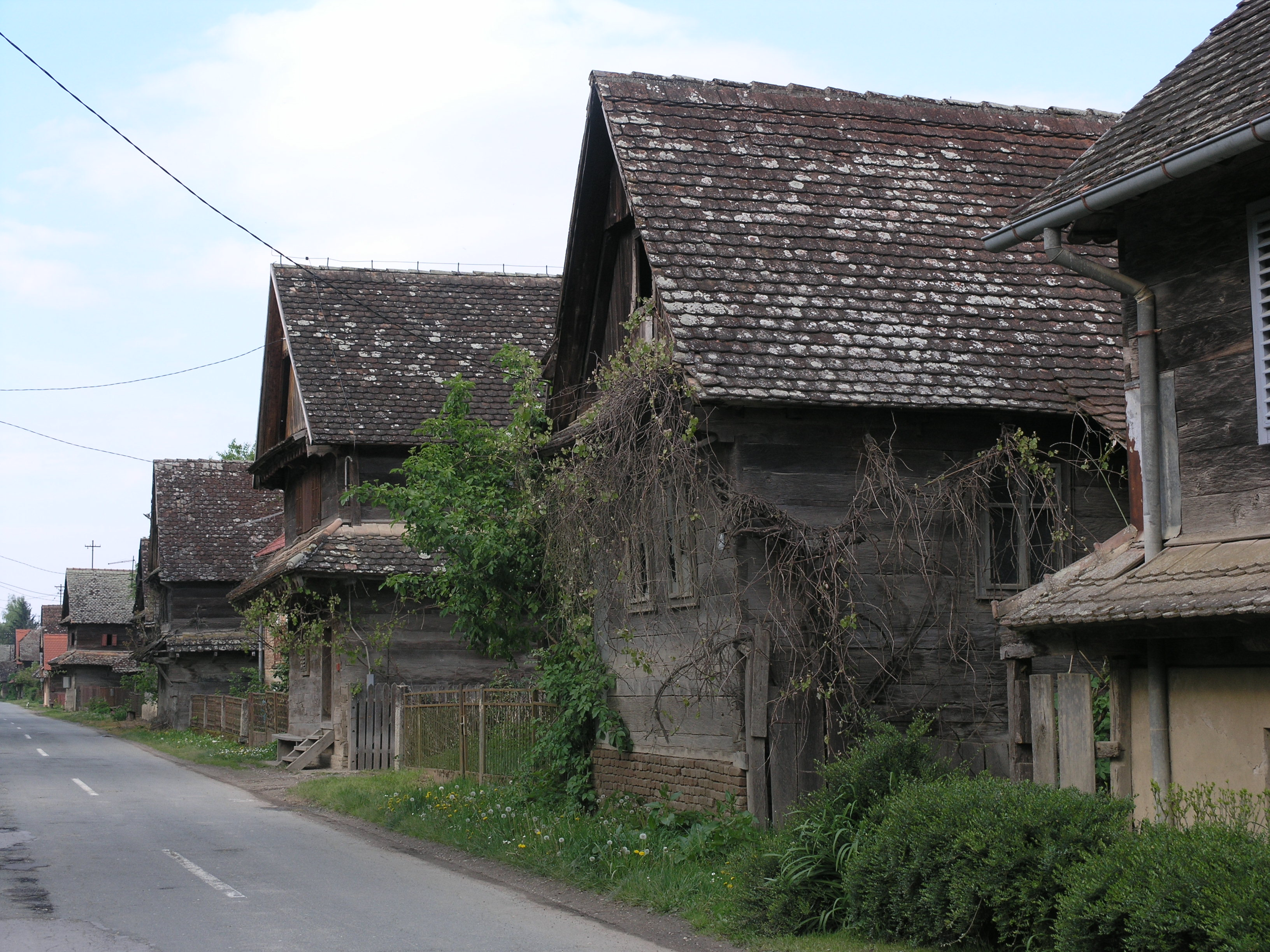
Original erhaltener Straßenzug in Krapje

Das Dorf Krapje ist als einziges Dorf in Kroatien als Denkmalort geschützt. Das Dorf hat noch die ursprüngliche Struktur als Straßendorf und besitzt wie Čigoč noch eine große Anzahl von Häusern in der typischen Holzbauweise. Die Häuser sind komplett aus Holz, zweistöckig mit kleinen Vordächern für das Erdgeschoss. Die Stiege ist an der Außenseite, als Antwort auf die regelmäßigen Überschwemmungen. So kann das dafür bereit stehende Boot auch bei Hochwasser vom ersten Stock aus gut erreicht werden. Im Erdgeschoss wird nicht gewohnt, sondern nur gelagert. Die Häuser haben die zahlreichen Überschwemmungen überstanden, weil sie aus Steineiche gebaut wurden. In Krapje finden sich auch noch zahlreiche öffentliche Gebäude im ursprünglichen Zustand: die Kirche, das Pfarrhaus, das Rathaus und eine Mühle.
Sowohl in Čigoč als auch in Krapje befindet sich ein Naturparkzentrum. Beide wurden behutsam in vorhandene oder entsprechend translozierte (Krapje) Häuser integriert.

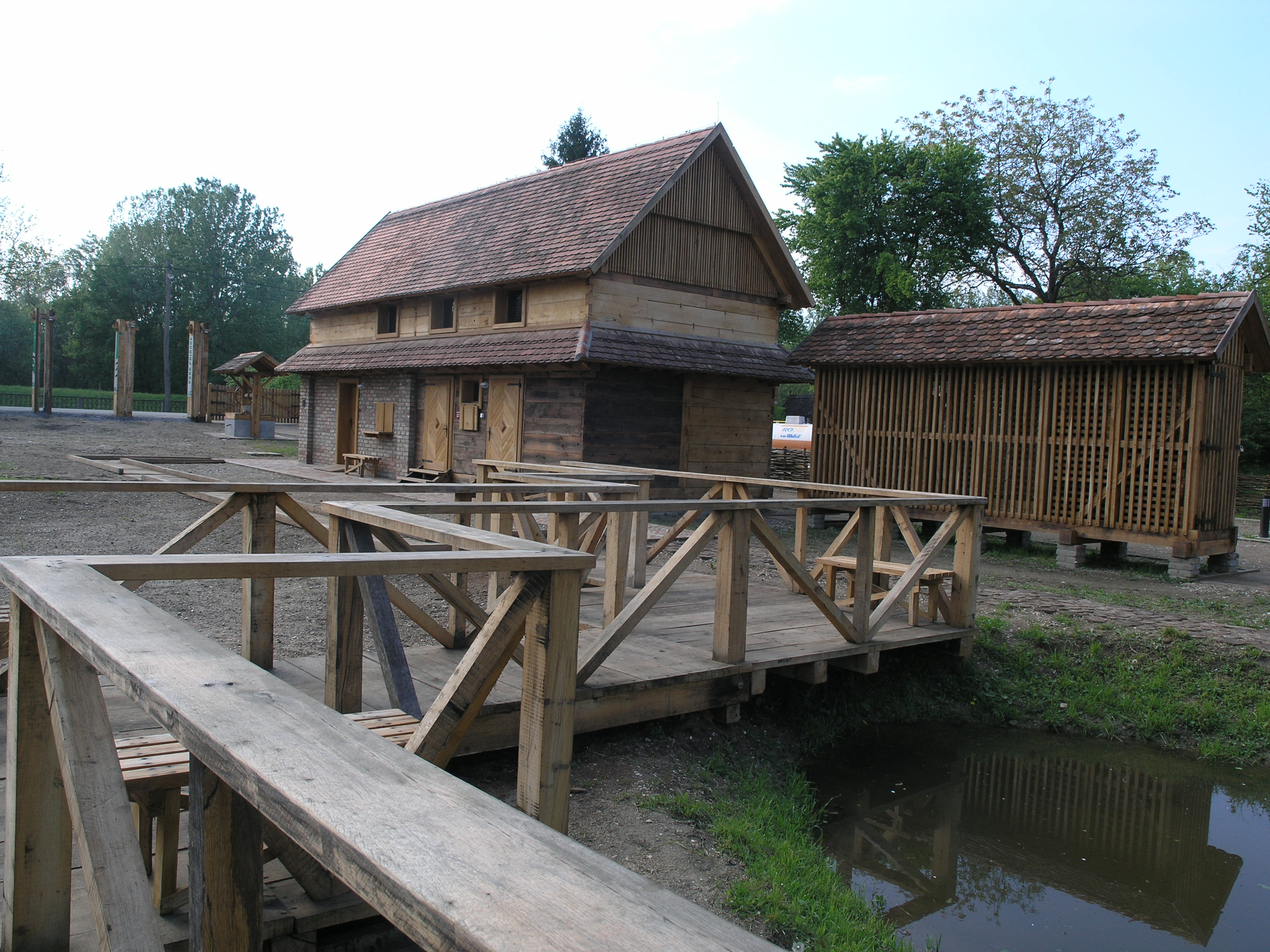
2013 wurde das Naturparkzentrum in Krapje erbaut

## Nutztiere
In den Saveauen überschneiden sich drei Regionen von autochthonen Nutztierarten:
Posavina-Pferde, das Posawien-Haubenhuhn und Turopolje-Schweine. Die Turopolje Schweine können gut schwimmen und sind deshalb an die häufigen Überschwemmungen gut angepasst.

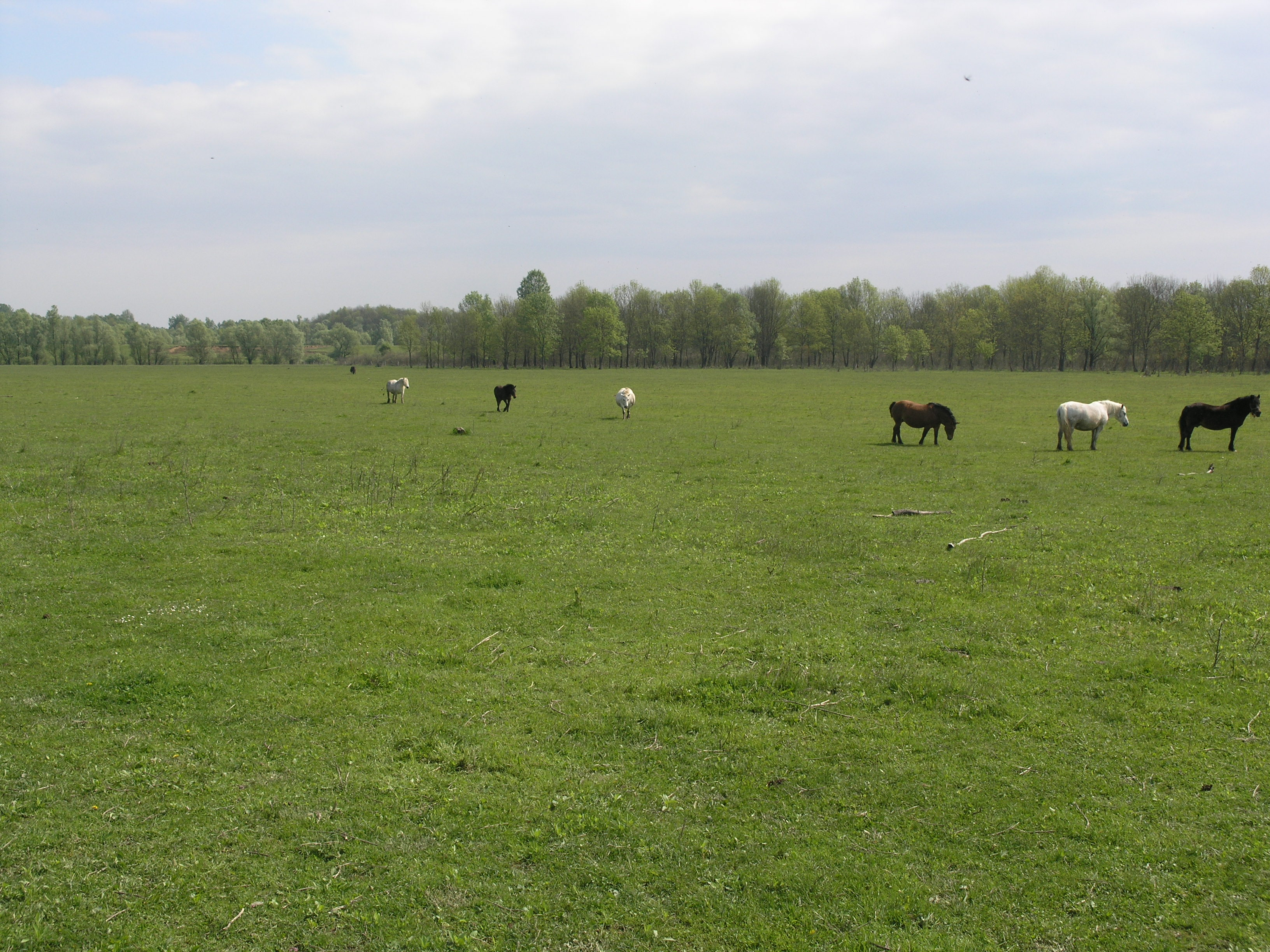
Posaviner Pferde in den Save-Auen
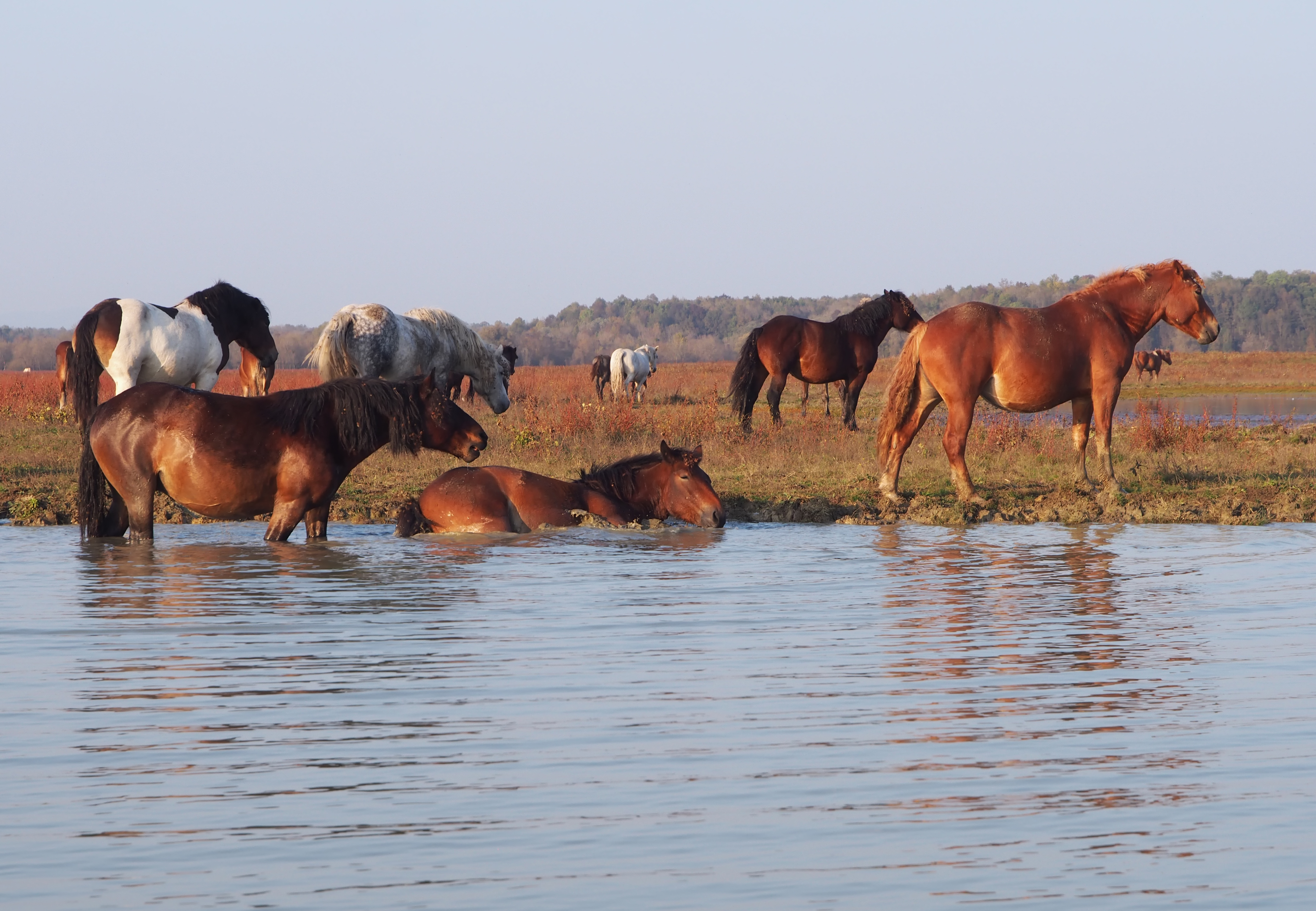
Posaviner Pferde
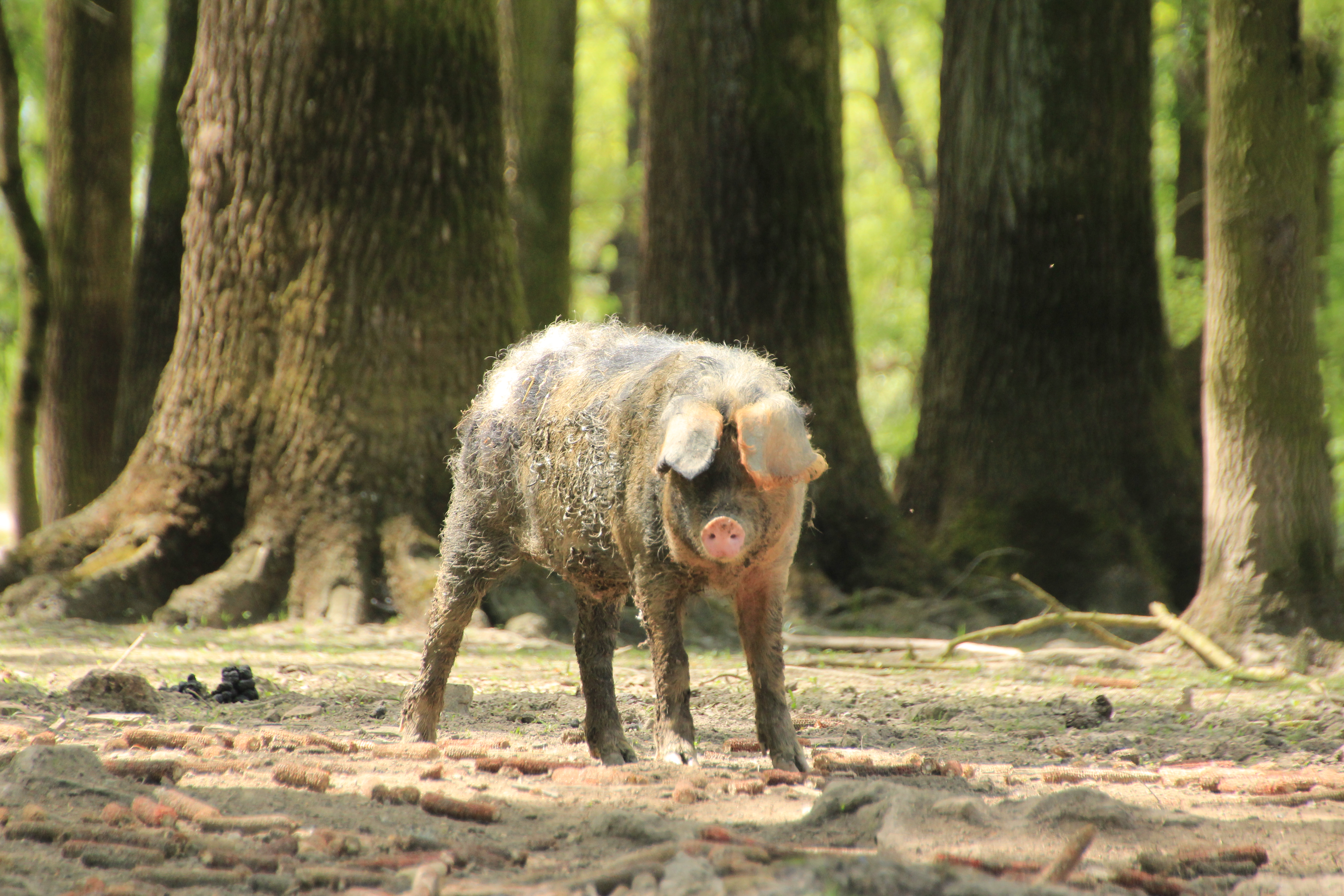
Turopolje-Schwein
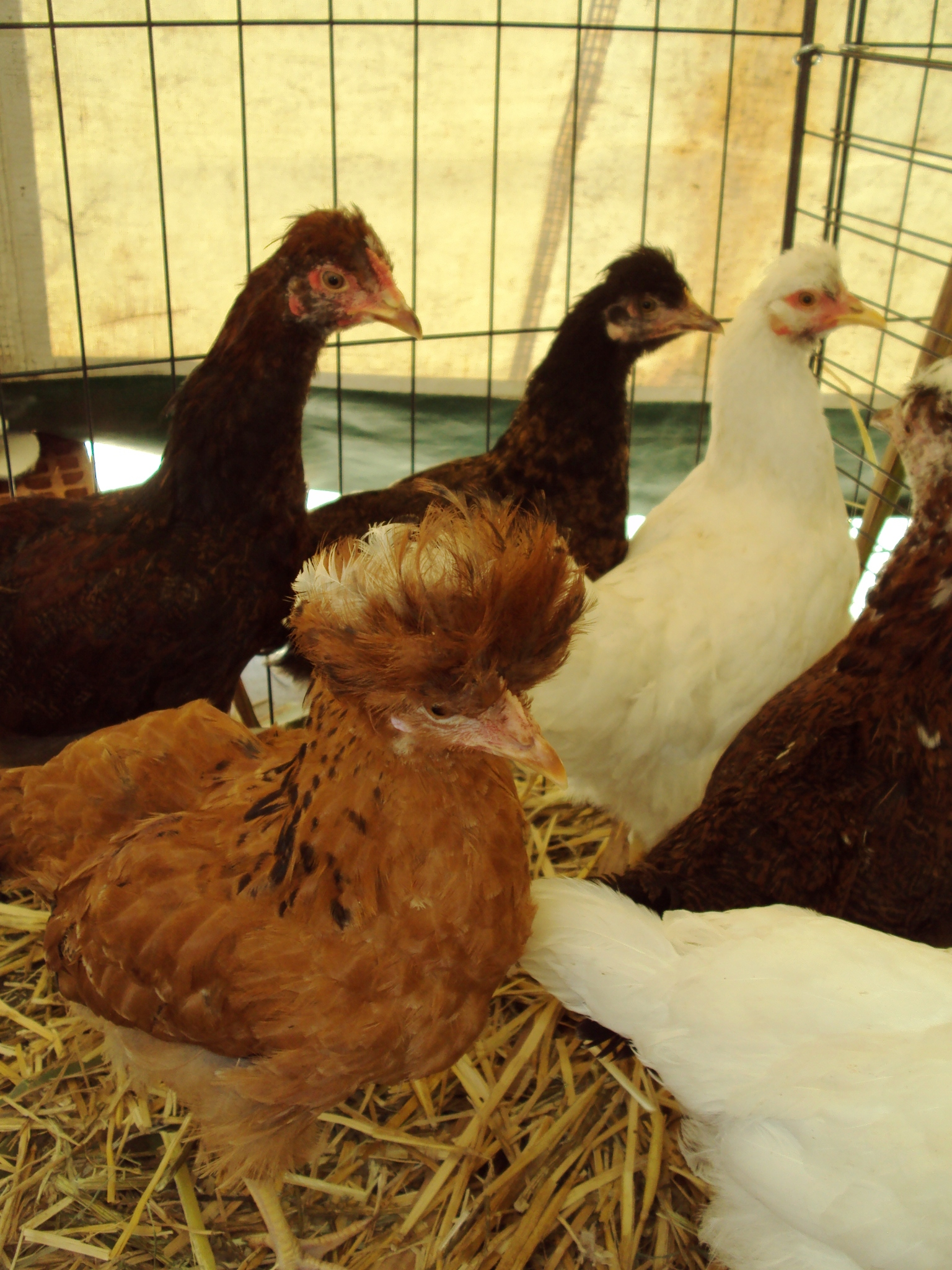
Posawien-Haubenhuhn

## Bedeutung und Gefährdung
Als Rast- und Brutplatz hat der Naturpark Lonskje Polje europaweite Bedeutung für den Vogelschutz. Die Anzahl der Arten und die Anzahl der Individuen bei den Amphibien ist europaweit fast beispiellos. Die Saveauen können große Wassermassen zurückhalten und sind deshalb für die Unterlieger von großer Bedeutung im Hochwasserschutz.
Gefahr droht dem Gebiet (Stand 2017) durch den geplanten Bau eines Kanals. Seit Jahren setzt sich EuroNatur in Zusammenarbeit mit der kroatischen Forstgesellschaft und dem kroatischen Vogel- und Naturschutzverband mit politischer Lobbyarbeit dafür ein, den Bau des Donau-Save-Kanals abzuwenden. EuroNatur kritisiert den geplanten Bau des Donau-Save-Kanals in Kroatien als gigantische Naturzerstörung. Der Kanal soll von Vukovar an der Donau nach Samac an der Save verlaufen. Vom Bau des Kanals wären über 3000 Hektar Ackerland, Wälder und Flüsse, wichtige Überschwemmungsgebiete und zudem noch 185 Gebäude betroffen. Der Kanal soll 61,4 Kilometer lang werden und würde insgesamt rund 600 Millionen Euro kosten.